# Yavanajātaka
O Yavanajātaka (Sânscrito: yavana 'grego' + jātaka 'nascimento' = '(mapa) natal (astral) segundo os gregos') de Sphujidhvaja é um texto antigo na astrologia indiana.
De acordo com Pingree, é uma versificação posterior de uma tradução anterior em Sânscrito de um texto grego sobre horóscopo, que se acredita como tendo sido escrito por volta de 120 a.C. em Alexandria. Baseado na interpretação de Pingree, a tradução original, feita em 149–150 d.C. por "Yavanesvara" ("Senhor dos Gregos") sob as ordens de Rudrakarman I, da Satrapia Ocidental, está perdida; somente uma porção substanc da versificação feita 120 anos depois por Sphujidhvaja sob Rudrasena II teria sobrevivido. No entanto, de acordo com a recente pesquisa feita por Mak com base em um manuscrito recém-descoberto e outros documentos, a interpretação da data de Pingree, bem como uma série de leituras cruciais como marco zero e outros bhūtasaṃkhyā foram baseados em sua própria emenda, não é apoiado pelo que foi escrito sobre os manuscritos. Além disso, tradicionalmente, Yavanesvara e Sphujidhvaja foram entendidos como referindo-se à mesma pessoa, sendo o primeiro um epíteto para o último, de acordo com autores como Bhaskara I e Utpala. A data da Yavanajātaka, de acordo com Mak, agora é revisada para entre os séculos IV e VI d.C.